# Pleurothallis alborosea
Pleurothallis alborosea é  uma espécie de orquídea (Orchidaceae) originária do Paraná, Brasil. Trata-se de planta praticamente desconhecida descrita a partir de espécime encontrado na Serra do Mar, em Monte Alegre a novecentos metros de altitude. Pela ilustração original, tipo no Herbário de Harvard e uma exsicata no Rio, é planta com caules finos pouco mais curtos que as folhas, estas bastante estreitas e acuminadas, e inflorescências com quatro a oito flores de labelo verrucoso alongado, obscuramente trilobulado.

## Publicação e sinônimos
- Acianthera alborosea (Kraenzl.) Luer, Monogr. Syst. Bot. Missouri Bot. Gard. 95: 253 (2004).

Sinônimos homotípicos:
- Octomeria alborosea Kraenzl., Ark. Bot. 16(8): 16 (1921).
- Pleurothallis alborosea (Kraenzl.) Porto & Brade, Rodriguésia 1(2): 47 (1935).